# Кононов, Николай Иванович
Никола́й Ива́нович Ко́нонов (1911—1944) — Гвардии младший лейтенант Рабоче-крестьянской Красной Армии, участник Великой Отечественной войны, Герой Советского Союза (1945).

## Биография
Николай Кононов родился 3 декабря 1911 года в деревне Костино (ныне — Парфеньевский район Костромской области). Окончил неполную среднюю школу, после чего работал в колхозе. В 1933—1936 годах проходил службу в войсках НКВД СССР, окончил полковую школу. Демобилизовавшись, проживал в Мурманске, работал заведующим складом готовой продукции Мурманского рыбокомбината. Позднее окончил Ленинградскую юридическую школу, работал народным судьёй в Мурманске. В начале Великой Отечественной войны повторно был призван в армию. С ноября 1941 года — на фронтах Великой Отечественной войны. В боях два раза был ранен. В 1943 году Кононов окончил курсы младших лейтенантов.
К июню 1944 года гвардии младший лейтенант Николай Кононов командовал пулемётным взводом 213-го гвардейского стрелкового полка, 71-й гвардейской стрелковой дивизии, 23-го гвардейского стрелкового корпуса, 6-й гвардейской армии, 1-го Прибалтийского фронта. Отличился во время Белорусской операции. 22-23 июня 1944 года Кононов участвовал в боях на подступах к Витебску. Во время боёв в районе деревни Орехи и станции Шумилино он лично уничтожил около 20 солдат и офицеров противника, подавил 3 огневых точки. 24 июня взвод Кононова в числе первых переправился через Западную Двину и с ходу вступил в бой, отбив вражескую контратаку. В том бою Кононов погиб. Первоначально был похоронен на месте боя, в 1954 году перезахоронен в братской могиле в деревне Загромадино Шумилинского района Витебской области.

## Награды
Указом Президиума Верховного Совета СССР от 24 марта 1945 года за «образцовое выполнение боевых заданий командования на фронте борьбы с немецкими захватчиками и проявленные при этом мужество и героизм» гвардии младший лейтенант Николай Кононов посмертно был удостоен высокого звания Героя Советского Союза. Также был награждён орденами Ленина и Красной Звезды.

## Память
В 2018 году имя Николая Кононова присвоено проезду в центре Мурманска. Проезд расположен рядом с историческим зданием Областного суда.